# Lilienfeld
Lilienfeld es la localidad-capital del distrito de Lilienfeld, en el estado de Baja Austria, Austria, con una población estimada a principio del año 2018 de 2833 habitantes. 
Se encuentra ubicada en la zona centro-sur del estado, a poca distancia al sur del río Danubio, al suroeste de Viena y al norte de la frontera con el estado de Estiria.